# Knjižnica Mirana Jarca Novo mesto
Knjižnica Mirana Jarca Novo mesto je osrednja splošna knjižnica s sedežem na Rozmanovi 28 (Novo mesto); ustanovljena je bila leta 1946.
Poimenovana je bila po Miranu Jarcu. Ima dislocirane enote: Knjižnica Straža, Knjižnica Šentjernej, Knjižnica Škocjan, Knjižnica Dvor in Knjižnica Otočec.
Leta 2021 je Knjižnica Mirana Jarca postala prva knjižnica v Sloveniji, ki omogoča 24-urno možnost izposoje.